# アスカナズ・ムラヴャン
アスカナズ・アルテミエヴィチ（アルチュノヴィチ / ハルチュニ）・ムラヴャン（ロシア語: Асканаз Артемьевич (Арутюнович) Мравян、アルメニア語: Ասքանազ Հարությունի Մռավյան、1886年1月2日 - 1929年10月23日）は、アルメニア人のボリシェヴィキ。

## 生涯

### 青年期
1886年1月2日（ユリウス暦1885年12月21日）、ロシア帝国エリザヴェトポリ県エリザヴェトポリの中産階級に生まれた。1905年からロシア社会民主労働党の党員となり、1915年にペトログラード精神神経学院 (ru) 教育学部を卒業し、同地やチフリス、エリヴァニ、バクーの党組織で活動。1915年から1917年にかけてはチフリスでボリシェヴィキ系のアルメニア語新聞『パイカル』(hy) や『バンヴォリ・クリヴ』の編集者を務めた。1917年にはボリシェヴィキのチフリスおよびカフカース地方委員会委員となり、翌1918年にはカフカース地方委書記と『カフカースカヤ・プラウダ』紙編集者も務めた。

### 革命期
1919年9月、アルメニア第一共和国統治下のエレヴァンで、サルキス・カシヤンらとともにボリシェヴィキ・アルメニア委員会を秘密裏に結成。それが弾圧された後も、翌1920年11月にバクーでカシヤンらとともにアルメニア軍事革命委 (hy) を結成し、同月29日から翌1921年3月24日までその副議長に就いた。1920年12月にアルメニア第一共和国がボリシェヴィキに権力を移譲した際には、エレヴァンでアルメニア社会主義ソビエト共和国最初の暫定政権メンバーとなった。1921年5月21日から翌1922年までは同国外務人民委員を務め、1921年3月にはポゴス・マキンツャンとともに、アルメニア共和国代表としてトルコとの間に結ばれたカルス条約に署名している。1921年2月から1922年1月26日まではアルメニア共産党中央委局員でもあった。

### 革命後
1921年から『ソヴェタカン・ハヤスタン』(hy) 紙編集者、同年6月12日からアルメニア共和国人民委員会議ナゴルノ・カラバフ非常全権を務め、1922年4月29日から翌1923年まではアルメニア共産党中央委書記長も務めた。ソビエト連邦中央執行委員にもなり、1923年1月23日からはアルメニア共和国人民委員会議副議長および教育人民委員を務めていたが、在職中の1929年10月23日にエレヴァンで当局により殺害された。
ムラヴャンはエレヴァン中央墓地に葬られ、その名はギュムリの国立ドラマ劇場 (hy) や、フラズダンの小学校に付けられた。